# Dubai Marina
Dubai Marina (tiếng Ả Rập: مرسى دبي) là một quận ở Dubai, Các Tiểu vương quốc Ả Rập thống nhất. Dubai Marina là một thành phố kênh đào nhân tạo, được xây dựng dọc theo bờ biển vịnh Ba Tư dài 3 km. Khi toàn bộ quá trình phát triển hoàn thành, nó sẽ chứa hơn 120.000 người trong các tòa tháp và biệt thự. Nó nằm trên nút giao cắt thứ 5 giữa cảng Jebel Ali và khu vực Dubai Internet City, Dubai Media City và Đại học Hoa Kỳ ở Dubai. Giai đoạn đầu của dự án này đã được hoàn thành. Dubai Marina được lấy cảm hứng từ sự phát triển Concord Pacific Place dọc theo Nhánh sông False ở Vancouver, British Columbia, Canada.
Đã có nhiều trường hợp động vật hoang dã biển (đặc biệt là cá voi và cá mập) vào bến thuyền, vì nó gần với bờ biển.

## Quá trình phát triển

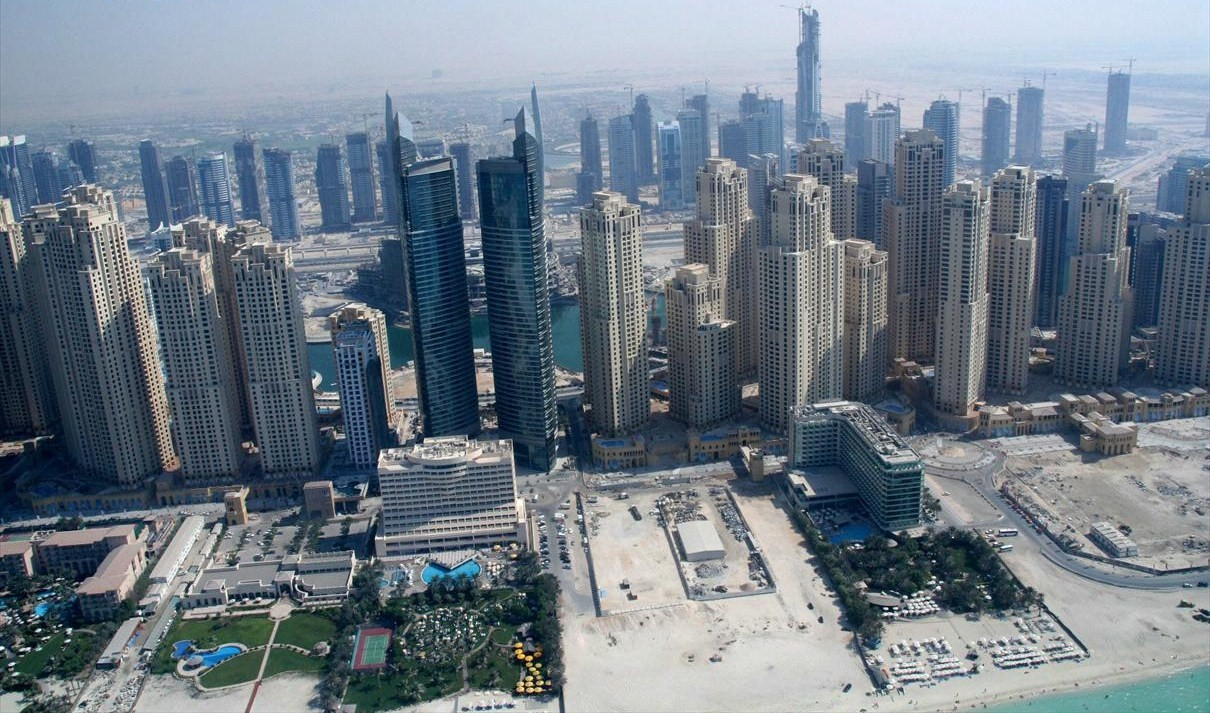
Một địa điểm trên cao của các tháp Dubai Marina, với Jumeirah Lake Towers trong ảnh.

Để tạo ra bến du thuyền nhân tạo, các nhà phát triển đã đưa nước biển của vịnh Ba Tư vào khu vực Dubai Marina, tạo ra một bờ sông mới. Có một tuyến đường thủy lớn ở trung tâm, đào trong sa mạc và với chiều dài 3 km. Hơn 12% tổng diện tích đất trên địa điểm đã được trao cho không gian công cộng trung tâm này. Mặc dù phần lớn diện tích này bị chiếm đóng bởi mặt nước biển, nó cũng bao gồm gần 8 km lối đi công cộng tạo cảnh.
Bến du thuyền hoàn toàn do con người tạo ra và được phát triển bởi công ty phát triển bất động sản Emaar Properties của Các Tiểu vương quốc Ả Rập thống nhất và được thiết kế bởi HOK Canada. Sau khi hoàn thành, nó được cho là bến du thuyền nhân tạo lớn nhất thế giới. Bến du thuyền nhân tạo lớn nhất hiện nay trên thế giới là Marina del Rey ở California, Hoa Kỳ. Có một lối đi công cộng có thể tiếp cận xung quanh bến du thuyền và một số phần của đại dương công cộng dọc theo bãi biển với tầm nhìn ra Palm Jumeriah. Sự phát triển lớn nhất của nó là Jumeirah Beach Residence. Dubai Marina đã mở cửa cho nhà thờ Hồi giáo duy nhất của mình, Masjid Al Rahim vào tháng 10 năm 2013, nằm ở cực nam của Marina.

### Giai đoạn I
Giai đoạn đầu của Dubai Marina bao gồm 100.000 mét vuông sáu tòa nhà chung cư cao cấp, tháp Dubai Marina. Giai đoạn I của Dubai Marina có giá trị hơn 1,2 tỷ AED. Ba trong số các tòa tháp được đặt tên theo tên loại đá quý, Al Mass, Fairooz và Murjan và ba tòa tháp khác được đặt tên theo tên mùi hương của Ả Rập, Mesk, Anbar và Al Yass. Đề án được thiết kế bởi HOK và các nhà thầu là Al-Futtaim Carillion và Nasah Multiplex.

### Giai đoạn II
Giai đoạn II của Dubai Marina sẽ bao gồm các tòa nhà cao tầng, chủ yếu được xếp thành một khối tháp, được gọi là "Khối tháp cao nhất thế giới" với phần lớn các tòa nhà chọc trời nằm trong khoảng từ 250 m đến 300 mét, bao gồm tháp Cayan, Ocean Heights, Marina Pinnacle, tháp Sulafa, và một vài tháp cao hơn 350 mét và 400 mét, trong đó bao gồm Elite Residence, 23 Marina, tháp Princess, Marina 101, DAMAC Residenze, và Pentominium, cao tới 516 mét.

### Jumeirah Beach Residence
Jumeirah Beach Residence (JBR) có chiều dài 1,7 km, 2 km vuông diện tích mặt nước ven sông nằm đối diện vịnh Ba Tư ở Dubai Marina. Đây là giai đoạn phát triển dân cư đơn lớn nhất thế giới và có 40 tòa tháp (35 là khu dân cư và 5 là khách sạn). JBR có thể chứa khoảng 15.000 người, sống trong các căn hộ và phòng khách sạn. Dự án có 6.917 căn hộ, từ 84 mét vuông đến 510 mét vuông. Jumeirah Beach Residence đã được phát hành vào tháng 8 năm 2002 từ nhà phát triển, Dubai Properties (một chi nhánh của Dubai Holding) với chi phí 6 tỷ AED và được hoàn thành vào năm 2007. The Walk nằm tại nhà hàng và khu mua sắm JBR, nằm cạnh bãi biển phía sau JBR, là một địa điểm rất phổ biến cho ăn uống Al Fresco. Có năm khách sạn, được đánh giá là 5 sao hoặc 4 sao, ba trong số đó là khách sạn đang xây dựng, trong khi hai khách sạn khác là những tòa tháp dân cư được chuyển đổi.

#### The Walk

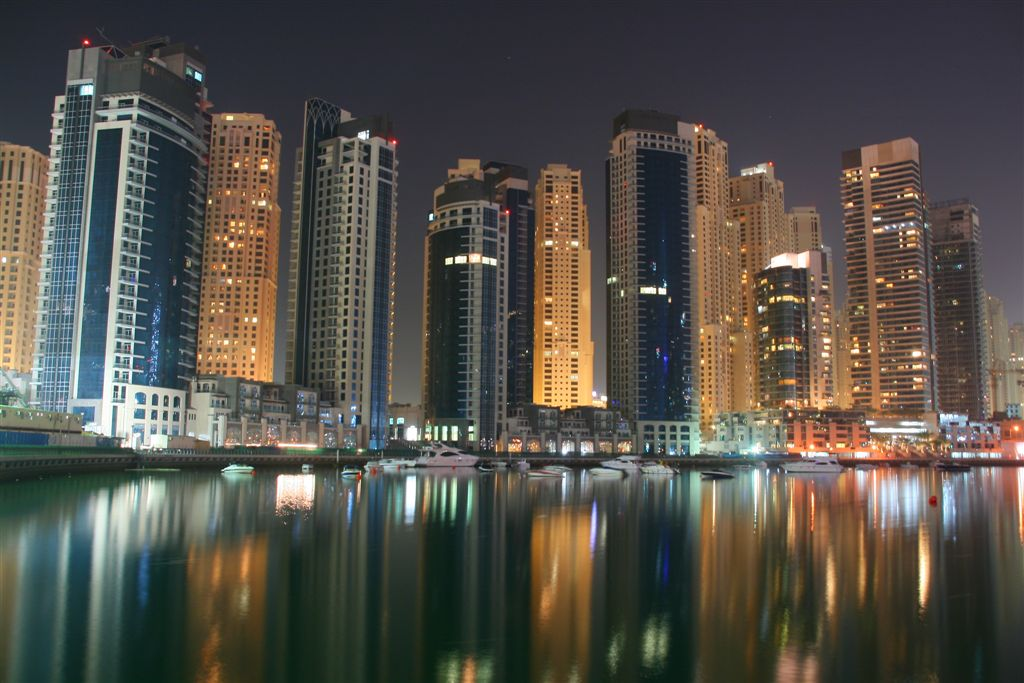
Các tháp ở Dubai Marina

The Walk tại Jumeirah Beach Residence là một dải đất dài 1,7 km ở tầng trệt và khu phức hợp quảng trường, được xây dựng bởi Dubai Properties, được hoàn thành vào năm 2007 và chính thức khai trương vào tháng 8 năm 2008.

#### Bãi biển
Bãi biển tại Jumeirah Beach Residence là khu phức hợp bán lẻ được xây dựng trên bãi biển phía trước JBR bởi Meraas Holding, một công ty thuộc sở hữu của Sheikh Mohammed bin Rashid Al Maktoum, Phó Tổng thống, Thủ tướng UAE và Tiểu vương Dubai. Sự phát triển bao gồm bốn quảng trường, sẽ chiếm phần lớn bãi biển giữa các khách sạn Hilton và Sheraton. Khu phức hợp này có một số tầng đỗ xe cũng như bảy mươi cửa hàng bán lẻ và thực phẩm và đồ uống, cùng với các cơ sở giải trí.

### Al Sahab
Al Sahab là một tòa tháp đôi nhìn ra mặt nước thẳng ra vịnh nước lớn nhất ở Dubai Marina. Từ tầng ba trở lên, tất cả cư dân đều có tầm nhìn ra Dubai Marina. Được phát triển bởi Emaar và được coi là tháp cao cấp nhất của Dubai Marina. Nó được hưởng lợi từ mức giá cao nhất trên mỗi dặm vuông ở Dubai.

### Al Majara
Al Majara là khu phức hợp dân cư 5 tầng bao gồm các căn hộ cao tầng ven sông liền kề với Câu lạc bộ Du thuyền Dubai Marina cũ và nhìn ra phần lớn nhất của vịnh.

### Marina Promenade
Marina Promenade là một khu dân cư ở Dubai Marina. Nép mình trong khung cảnh toàn cảnh của Dubai Marina, nơi nghỉ này nhìn ra phần rộng nhất và đẹp nhất của vịnh và nằm ở vị trí lý tưởng đối diện CLB Du thuyền Dubai Marina. Marina Promenade bao gồm sáu tòa tháp và biệt thự với tầm nhìn ra vịnh.

### Bến cảng Marina
Bến cảng Marina dài 20 mét trên mặt nước trên bờ sông. Cùng với các căn hộ và biệt thự, sự phát triển có các cửa hàng. Bến cảng Marina là một khu dân cư ba tòa nhà; các tòa nhà là Quay Đông, Quay Tây và Quay Bắc.

### Đảo Park
Đảo Park là một khu dân cư bốn tháp bao gồm Blakely, Bonaire, Fairfield và Sanibel. Các tòa tháp trong đảo Park đã được đặt với các công viên và vườn kiểng.

### Trung tâm mua sắm Dubai Marina
Trung tâm mua sắm Dubai Marina là một trung tâm mua sắm nằm ở trung tâm của Dubai Marina, cho cư dân và du khách của Dubai Marina. Nó có 140 cửa hàng bán lẻ, trải rộng trên tổng diện tích cho thuê là hơn 32.000 mét vuông, khiến nó trở thành một trong những trung tâm mua sắm lớn nhất ở Dubai. Trung tâm mua sắm đã được hoàn thành và khai trương vào tháng 12 năm 2008. The mall has been completed and opened in December, 2008.

## Vận chuyển

### Dubai Marina (Dubai Metro)

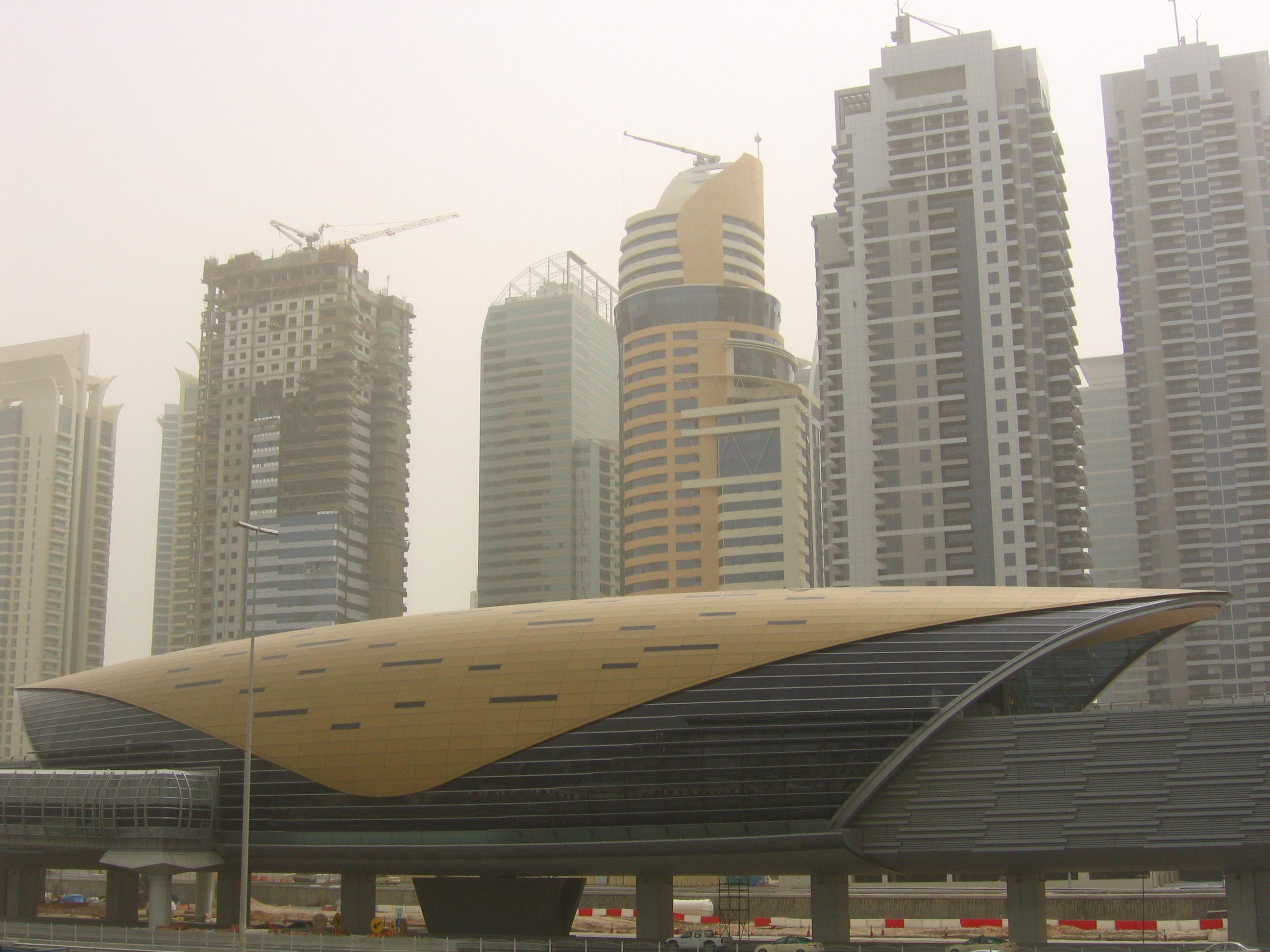
Ga tàu điện ngầm Dubai Marina

Dubai Marina đã được kết nối thông qua tuyến Red Line của tàu điện ngầm Dubai đến những nơi khác của Dubai. Dubai Marina (tiếng Ả Rập: مرسى دبي) là một trạm trung chuyển nhanh trên tuyến Red Line của tàu điện ngầm Dubai ở Dubai. Nó mở cửa vào ngày 30 tháng 4 năm 2010 như là một phần của phần mở rộng đến Ibn Battuta. Ga Dubai Marina nằm gần giao lộ thứ năm của đường Sheikh Zayed, cách trung tâm thành phố Dubai khoảng 20 km về phía tây nam. Nó nằm ở phía đông của nửa phía bắc của Dubai Marina và phía tây của phần phía bắc của Jumeirah Lake Towers. Ga Dubai Marina nằm trên cầu cạn song song với phía đông của đường Sheikh Zayed. Nó được phân loại là một trạm cao cấp loại 2. Lối đi bộ đến ga được hỗ trợ thông qua các lối đi trên đường Sheikh Zayed, kết nối với các lối phát triển ở hai bên đường. Vào tháng 9 năm 2014, Damac Properties đã giành được quyền đặt tên cho trạm Dubai Marina, kết quả là nó được đổi tên thành trạm Damac.

### Xe điện Dubai
Tuyến xe điện Al Sufouh là một đường xe điện được xây dựng ở Al Sufouh, Dubai Marina. Nó sẽ chạy dọc 14,5 km dọc theo đường Al Sufouh từ Dubai Marina đến Burj Al Arab và Trung tâm mua sắm Emirates. Nó dự kiến sẽ làm giảm tải với ba trạm của Red Line của Dubai Metro. Tuyến xe điện Al Sufouh cũng sẽ kết nối với monorail của Palm Jumeirah ở lối vào của Palm từ đường Sufouh. Sau khi hoàn thành vào năm 2014 nó sẽ phục vụ dân cư nhà ở của Dubai Marina. Vào giữa năm 2012, dự án dự kiến sẽ hoàn thành vào tháng 11 năm 2014.

## Giáo dục
Trường Quốc tế Emirates nằm gần Dubai Marina.

## Tranh cãi
Giống như nhiều dự án cơ sở hạ tầng khác ở vịnh Ba Tư, bến thuyền Dubai đã thấy các cuộc đình công của người lao động (nói chung là từ các nước đang phát triển, vì người dân địa phương hầu như không sẵn lòng làm công việc). Họ đã phản đối mức lương nghèo nàn và những điều kiện không đạt chuẩn mà họ thường buộc phải làm việc hoặc sinh sống. Trong mọi trường hợp, cảnh sát nhanh chóng đảm bảo rằng các cuộc biểu tình đã ra không ra khỏi tầm kiểm soát.
Vào tháng 8 năm 2015, nhiều người (kể cả cảnh sát) đã bị bắt, sau khi họ quan hệ với gái mại dâm và uống rượu bất hợp pháp trên một chiếc thuyền ở Dubai Marina.

## Hình ảnh

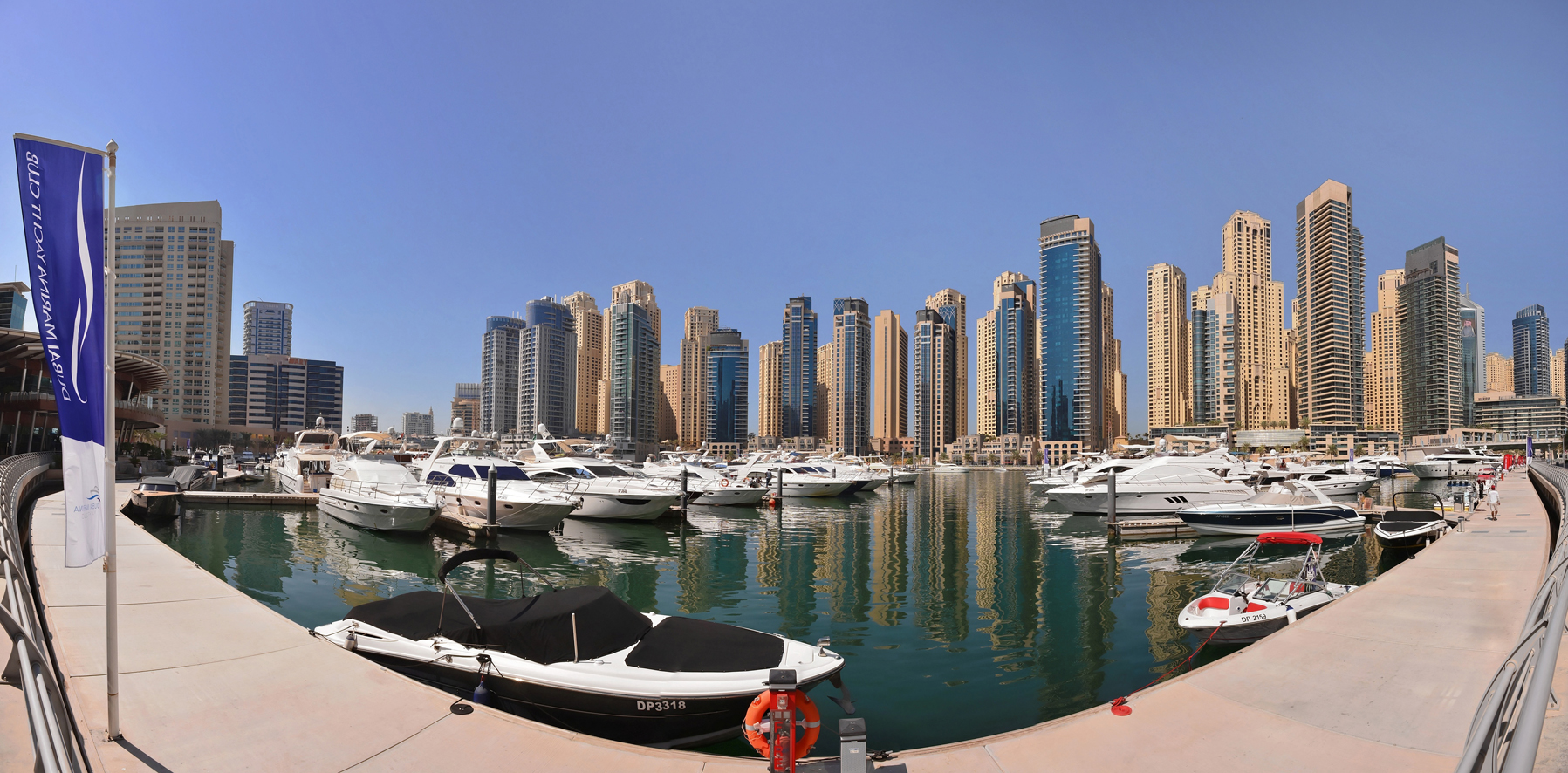
Khung cảnh Dubai Marina
- Câu lạc bộ du thuyền Dubai MarinaCâu lạc bộ du thuyền Dubai Marina
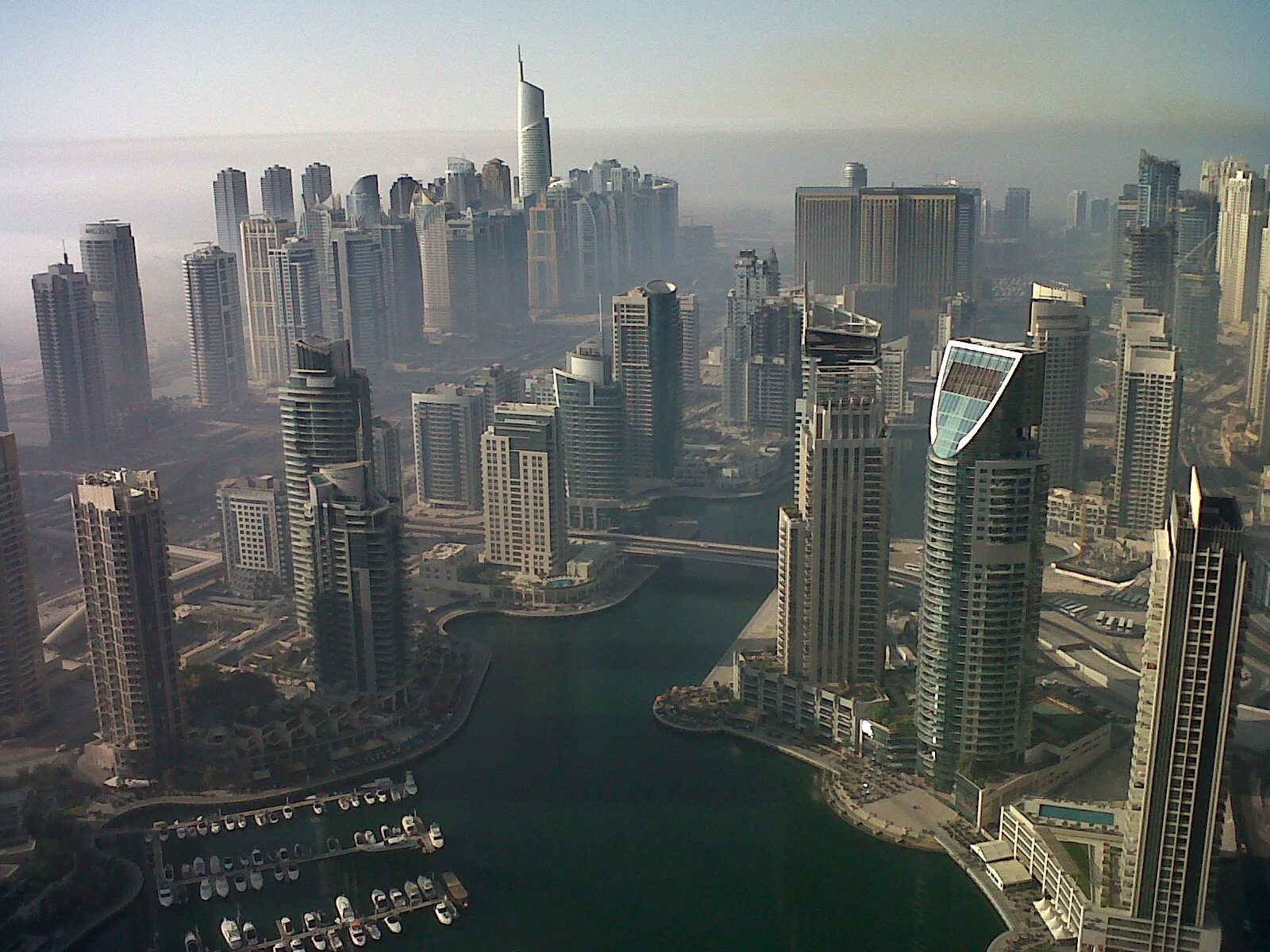
Ngắm Dubai Marina từ tầng 64 của tháp Marina Torch